# Eusebio Acasuzo
Eusebio Alfredo Acasuzo Colán (Lima, 1952. április 8. –) válogatott perui labdarúgó, kapus.

## Pályafutása

### Klubcsapatban
1972 és 1976 között az Unión Huaral, 1977 és 1984 között az Universitario labdarúgója volt. Mindkét csapattal egy-egy bajnoki címet nyert. 1985–86-ban a bolíviai Club Bolívar együttesében fejezte be az aktív labdarúgást, ahol 1985-ben tagja volt a bajnokcsapatnak.

### A válogatottban
1979 és 1985 között 30 alkalommal szerepelt a perui válogatottban. Tagja volt az 1975-ös Copa América-győztes csapatnak. Részt vett az 1982-es spanyolországi világbajnokságon.

## Sikerei, díjai
Peru
- Copa América
  - győztes: 1975
  - bronzérmes (2): 1979, 1983

 Unión Huaral
- Perui bajnokság
  - bajnok: 1976

 Universitario
- Perui bajnokság
  - bajnok: 1982

 Club Bolívar
- Bolíviai bajnokság
  - bajnok: 1985